# Konstruieren (Technik)
Konstruieren heißt, den Entwurf eines technischen Produkts (Maschine, Anlage, Apparat, Gerät oder Bauwerk) so auszuarbeiten, dass seine Fertigung möglich wird. Das Arbeitsergebnis sind die zur Fertigung nötigen Unterlagen: Technische Zeichnungen, Montageanleitungen u. a.
Dem Konstruieren geht ein Entwicklungsprozess (FE-Vorentwicklung) des Produkts voraus, wobei dessen Funktionieren durch Anwendung zumeist physikalischer Gesetze (in der Mehrheit mechanische und elektrische Gesetze) erarbeitet und mit Hilfe von Funktionsmustern und Prototypen erprobt wird. Die dem Konstruieren nachfolgende  Organisation der Fertigung, die sog. Arbeits- oder Auftragsvorbereitung (AV) ist ein eigenständiger Prozess.
Die klassische Trennung vom Entwickeln und dem anschließenden fertigungsbezogenen Konstruieren verliert heute in vielen Bereichen immer mehr an Bedeutung. Beide Tätigkeiten sind als Einheit und Teil eines noch längeren Prozesses in den Begriff Produktentwicklung (PE) eingegangen. Diese  beginnt bereits bei der am Anfang stehenden Idee und reicht bis zur Markteinführung des Produkts. Die zusammengefasste Dokumentation dieses Prozesses enthält Funktionsnachweise (Berechnungen, Ergebnisse von Experimenten etc.) sowie die Fertigungsunterlagen (Zeichnungen des Produkts, seiner Baugruppen und Einzelteile mit Material-, Bearbeitungs-, Maß- und Toleranz-Angaben sowie Bezugsquellen für Materialien und zu verwendende Handelsteile).
Außer der Tätigkeit des Konstruierens werden als Konstruktion in der Technik auch bezeichnet:
- die Eigenschaften eines technischen Produktes, die durch die Tätigkeit des Konstruierens bestimmt werden,
- die Summe aller durch die Tätigkeit des Konstruierens geschaffenen Unterlagen, mit deren Hilfe das technische Produkt zu fertigen ist,
- die Konstruktionsabteilung (das Konstruktionsbüro) in einem technischen Unternehmen,
- das Studienfach, in dem die Tätigkeit des Konstruierens gelehrt und gelernt wird.

## Geschichte
Ebenso wie sich die Technik an sich während der letzten 150 Jahre stark entwickelte, hat sich in dieser Zeit auch das Konstruieren verändert:
- Um 1850 geschah die Herstellung von Produkten vorwiegend noch ohne vorherige Anfertigung von Konstruktionsunterlagen. Geistige Vorarbeit und Fertigung geschahen noch gemeinsam in der Werkstatt: So war zum Beispiel Thomas Alva Edison für seinen vorwiegenden Aufenthalt in der Werkstatt bekannt.
- Konstruktionsbüros, in denen die geistige Vorarbeit geleistet wurde und die Fertigungsunterlagen entstanden, wurden erst am Ende des 19. Jahrhunderts eingerichtet.
- Um 1900 begann die Normierung der Bauteile mit dem Vorteil der Austauschbarkeit, damit nicht mehr jedes Produkt einen eigenen Werkzeugsatz benötigt. (Heutzutage umfasst die DIN ca. 34.000 Normen.[1])
- Um 1925 wurde begonnen, das methodische Vorgehen bei der Konstruktion zu lehren (siehe auch Produktentwicklung).
- Ab 1960 kam es durch Ingenieure wie Konrad Zuse, die für ihre Berechnungen Computer einsetzen, zur Entwicklung der rechnerunterstützten Konstruktion bis hin zum CAD.
- Heutzutage werden viele Produkte über ihren kompletten Produktlebenszyklus konstruktiv betreut.
- In Zukunft wird eine zunehmende Virtualisierung der Eigenschaften des zu fertigenden Produktes erwartet. Auf diese Weise sollen experimentelle Phasen im Entwicklungszeitraum verkürzt werden.